# Lajos Kada
Lajos Kada, né le 16 novembre 1924 à Budapest et mort le 26 novembre 2001 dans sa ville natale, est un prélat catholique hongrois. 

## Biographie
Kada est ordonné prêtre le 10 octobre 1948, le cardinal József Mindszenty l’envoie alors à Rome pour poursuivre sa formation. Il séjourne au collegium Germanicum et Hungaricum et devient le premier hongrois à intégrer l’académie pontificale ecclésiastique de Rome. Il maitrise un grand nombre de langues tel que le hongrois, l'allemand, l'italien, le latin, l'anglais, le français, l'espagnol, le grec et l'hébreu. En 1957, alors que ses études sont terminées, il entre au service diplomatique du Saint-Siège et est envoyé au Pakistan (en) entre 1959 et 1962, puis en Scandinavie (en), en Allemagne (Bonn) et en Argentine (en) entre 1964 et 1971. Le 15 septembre 1972, il est nommé sous-secrétaire du conseil pontifical Cor unum. 

### Ministère épiscopal
Le 20 juin 1975, le pape Paul VI le nomme archevêque titulaire de Thibica (de) ; un mois plus tard, il est ordonné par Jean-Marie Villot et est envoyé au Costa Rica (en) en tant que nonce apostolique. Le 15 octobre 1980, il est nommé nonce apostolique du Salvador.
Le 22 août 1991, le pape Jean-Paul II le nomme nonce apostolique en Allemagne dans un contexte troublé par la réunification allemande. En septembre 1995, il part à Madrid pour représenter le Saint-Siège auprès de l'Espagne et d'Andorre (en).
En mars 2000, il présente sa démission et part à la retraite à l’âge de 75 ans. Il meurt l’année suivante d’un cancer.

## Succession apostolique
Lajos Kada a ordonné les évêques suivants :
- Évêque José Rafael Barquero Arce (de) (1979)
- Évêque Alfonso Coto Monge (fi) (1980)
- Cardinal Gregorio Rosa Chávez (1982)
- Évêque Rodrigo Orlando Cabrera Cuéllar (de) (1984)
- Évêque Juan Antonio Reig Pla (es) (1996)
- Évêque Ramón del Hoyo López (es) (1996)
- Cardinal Carlos Osoro Sierra (1997)
- Évêque Adolfo González Montes (es) (1997)
- Évêque Agustín Cortés Soriano (es) (1998)

## Décorations
- Grand-croix de l'ordre d'Isabelle la Catholique (Espagne)
- Commandeur avec étoile de l’ordre du mérite hongrois